# Order „Złoty Orzeł”
Order „Złoty Orzeł” (kaz. »Алтын Қыран« ордені) – najwyższe odznaczenie państwowe (order) Republiki Kazachstanu.

## Statut orderu
Order „Złoty Orzeł” jest nadawany obywatelom za szczególne zasługi dla Republiki Kazachstanu. Kandydatów do odznaczenia Orderem „Złoty Orzeł” przedstawia Prezydent Kazachstanu.
Prezydent Kazachstanu zostaje z urzędu kawalerem Orderu „Złoty Orzeł” specjalnego stopnia.

## Opis
Insygnia orderu składają się z odznaki na łańcuchu orderowym oraz gwiazdy.
Odznaka orderu wykonana jest ze złota w formie ściętej pięcioramiennej gwiazdy o zaokrąglonych końcach, pokrytych niebieską emalią ze złotą obwódką, zwieńczonymi elementem ozdobnym u podstawy. Pomiędzy ramionami gwiazdy rozchodzą się wachlarzowate promienie, w których centralnej części umocowane są po cztery diamenty. W centrum odznaki, w kole obramowanym ziarnami białego złota, na tle niebieskiej emalii przedstawiony jest złoty orzeł. Poniżej w okręgu na tle wstęgi z czerwonej emalii znajduje się inskrypcja wypisana złotymi literami АЛТЫН ҚЫРАН („Złoty Orzeł”). Powyżej orła na obwodzie umieszczono trzy rubiny na tle wzoru geometrycznego.
Odznaka Orderu mocowana jest za pomocą oczka do dwurzędowego łańcucha poprzez zdobioną zawieszkę, która przedstawia główny element flagi Kazachstanu – stylizowane słońce z orłem – i jest połączona podwójnymi łańcuszkami z siedemnastoma ogniwami przedstawiającymi godło Kazachstanu.
Po lewej i prawej stronie zawieszki na odwrotnej stronie ogniwa znajduje się agrafka z osłonką do mocowania łańcuszka do odzieży.
Gwiazda orderu jest większa i wizualnie powtarza wygląd odznaki, z wyjątkiem emalii pokrywającej ramiona gwiazdy i diamentów na promieniach. Ramiona gwiazdy są fasetowane.
W chwili ustanawiania orderu insygnia nie zawierały gwiazdy i łańcucha orderowego, a odznakę orderu mocowano na styl radziecki do figurowego bloku, na który za pomocą blaszki nanoszono jedwabną wstążkę typu moiré głównego koloru flagi państwowej (niebieskiego) z czerwonym paskiem pośrodku. W wyniku zmian w 1999 roku Order nabrał bardziej nowoczesnego wyglądu.
Do noszenia na co dzień przeznaczona jest miniaturka orderowa w postaci małej gwiazdki orderowej zawieszonej na wstążce w barwach Orderu.

## Stopień specjalny Orderu
Specjalny stopień Orderu reprezentuje odznaka wykonana ze stopów białego, czerwonego i żółtego złota próby 585 i 750, mocowana za pomocą łącznika do zawieszki, na której odwrocie znajduje się zapięcie w postaci agrafki z osłonką. Odznaka wykonana jest w formie ściętej gwiazdy, której ramiona pokryte są czerwoną emalią, z rozchodzącymi się pomiędzy ramionami wachlarzowatymi promieniami (wykonanymi ze stopów białego złota), w których centralnych częściach (wykonanych z czerwonego złota) umieszczone są po cztery diamenty. W centrum orderu, w kole obramowanym ziarnami białego złota, na tle wschodzącego słońca (tło pokryte jest niebieską emalią) spoczywa stylizowany orzeł o podniesionych skrzydłach. Poniżej, pod orłem, w okręgu na wstędze pokrytej zieloną emalią znajduje się napis АЛТЫН ҚЫРАН. Wokół orła umieszczone są trzy rubiny.
Na zawieszce naciągnięta jest czerwona jedwabna wstążka typu moiré z niebieskim paskiem pośrodku.